# Mesocyclops isabellae
Mesocyclops isabellae är en kräftdjursart som beskrevs av Dussart och Fernando 1988. Mesocyclops isabellae ingår i släktet Mesocyclops och familjen Cyclopidae. Inga underarter finns listade i Catalogue of Life.